# Ocults
Ocults és un grup mallorquí que neix el 1985 a Manacor, equidistant de les arrels mediterrànies i del rock anglosaxó.
El seu nom original és Ocultos (així signen el seu primer àlbum, Ocultos, del 1987), i comencen a donar-se a conèixer el 1990 amb un àlbum titulat Pa amb oli nacional que inclou una versió de "La Balanguera" i una altra de "Mi carro" de Manolo Escobar.
Posteriorment van publicar els següents discos: Mallorca sempre (1991, àlbum d'ideologia clarament nacionalista, i partidària de la unitat dels Països Catalans que inclou una versió de "País Petit" enregistrada amb la col·laboració de Lluís Llach), A contravent (1993), Viure més (1994), el recopilatori Ses millors cançons (1985-1996) (1996) i Petites Coses (1998).

## Discografia
- Ocults (Blau, 1987) Mini LP
- Pa amb oli nacional (Blau/Discmedi, 1990)
- Mallorca sempre amb tu (Blau/Discmedi, 1991)
- A contravent si (Al·leluia Records, 1993)
- Viure més (Al·leluia Records, 1994)
- Ses millors cançons (1985-1996) (Al·leluia Records, 1996) Recopilatori
- Petites coses (Al·leluia Records, 1998)
- Això va així (Discmedi/Blau, 2001)
- Vine aquí que te rebentaré (Blau, 2012)